# Apistogramma amoena
Apistogramma amoena är en fiskart som först beskrevs av Cope 1872.  Apistogramma amoena ingår i släktet Apistogramma och familjen Cichlidae. Inga underarter finns listade i Catalogue of Life.